# گاگیک مانوکیان (سیاستمدار)
گاگیک گئورگی مانوکیان (ارمنی: Գագիկ Գեւորգի Մանուկյան؛ زادهٔ ۴ ژوئیهٔ ۱۹۵۳) یک  سیاستمدار اهل ارمنستان است که از تاریخ ۱۹۹۹ تا تاریخ ۲۰۰۳ سمت نمایندگی دوره دوم مجلس ملی جمهوری ارمنستان را برعهده داشت.

## زندگی‌نامه
در ۴ ژوئیه ۱۹۵۳ در لنیناکان به دنیا آمد و از دانشگاه دولتی شیراک فارغ‌التحصیل شد. 